# Rondo 1

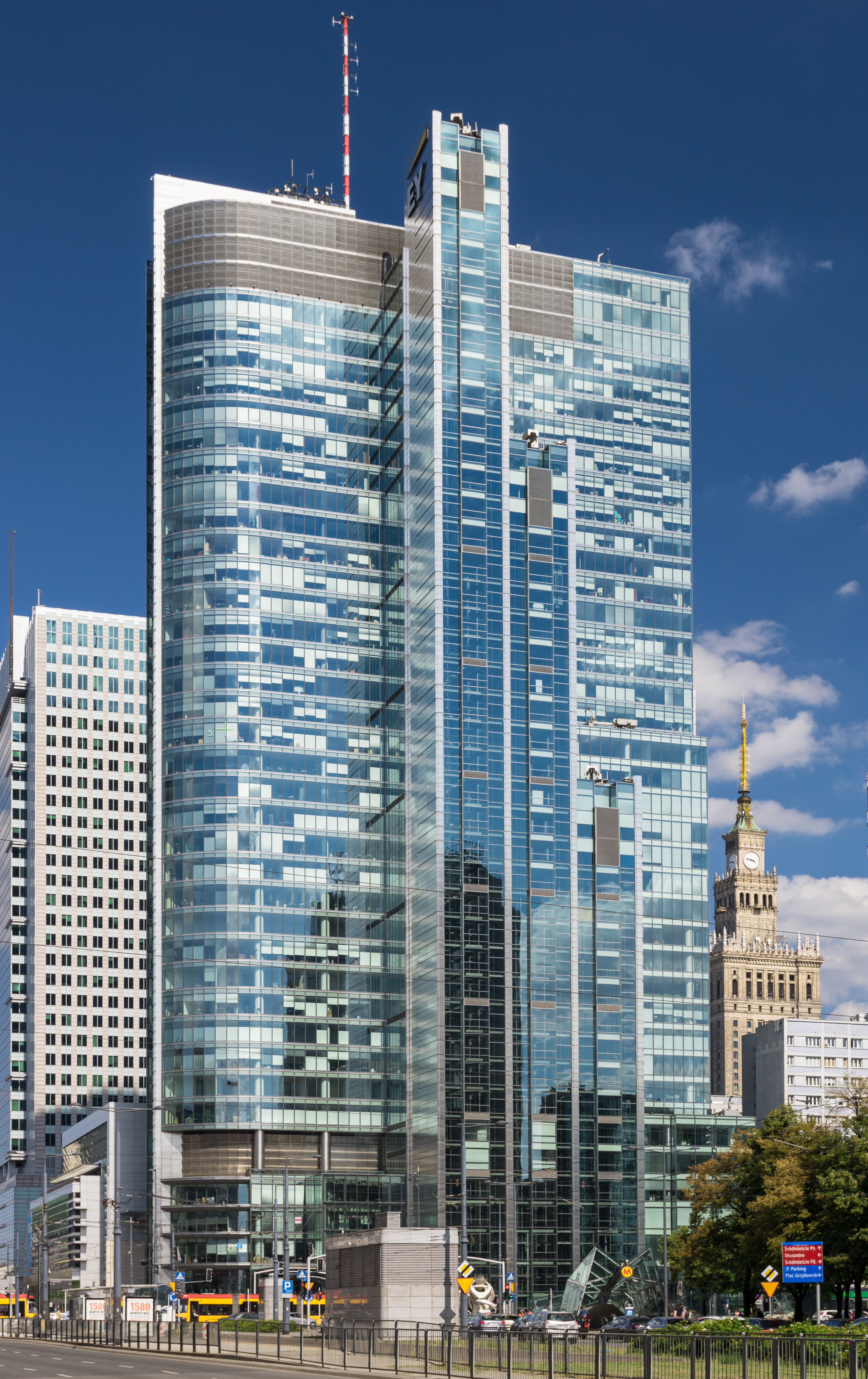
Widok z ul. Prostej

Rondo 1 – wieżowiec biurowy znajdujący się przy rondzie ONZ w Warszawie.

## Historia i opis
Budynek zaprojektował Larry Oltmanns z pracowni architektonicznej Skidmore, Owings and Merrill przy współpracy z warszawską pracownią AZO. Generalnym wykonawcą obiektu była firma Hochitief Polska. 
Bryłę budynku tworzą dwie części: niższa 10-piętrowa, pełniąca funkcję galerii handlowo-usługowej, której budowa została zakończona na początku 2005 (budynek A), oraz wyższa 40-piętrowa (budynek B). Całość 40-piętrowej wieży jest przeszklona, a w nocy także oświetlona.
Prace budowlane rozpoczęto na wiosnę 2003, 7 sierpnia 2004 odbyła się uroczystość wmurowania kamienia węgielnego. 7 marca 2006 odbyło się uroczyste otwarcie całego obiektu. Budynek kosztował 200 mln euro.
Rondo 1 posiada powierzchnię użytkową 61 000 m². Jest w nim 18 szybkich wind panoramicznych oraz 2 windy towarowe. Jest obiektem klasy AAA, przyznawanej budynkom o najbardziej prestiżowej lokalizacji, najnowocześniejszym wyposażeniu i najlepszej architekturze.

## Emisja radiowa
Wysokość budynku i umiejscowiony na nim maszt doceniają stacje radiowe, które wykorzystują go jako alternatywny dla PKiN nadajnik. Pierwszą kontynuowaną do dziś emisję rozpoczęło Akademickie Radio Kampus, emitujące sygnał z budynku od grudnia 2009 roku. Potem dołączyły do niego miejskie doświetlenie RMF FM, Akademickie Radio Kampus i obie częstotliwości Radia Pogoda, zaś w grudniu 2016 i styczniu 2017 z PKiN na Rondo przeniosło się kolejne pięć stacji. W pierwszej połowie 2025 roku emisje większości stacji nadających do tej pory z Rondo 1 przeniesiono na nadajnik zlokalizowany na wieżowcu Varso Tower. 
Aktualne emisje (stan na maj 2025):
| LP | Program                  | Częstotliwość | Moc nadajnika | Polaryzacja | Uwagi           |
| -- | ------------------------ | ------------- | ------------- | ----------- | --------------- |
| 1  | RMF FM                   | 90,6 MHz      | 0,05 kW       | pionowa (V) | od lutego 2007  |
| 2  | Akademickie Radio Kampus | 97,1 MHz      | 0,25 kW       | pionowa (V) | od grudnia 2009 |

## Rozwiązania ekologiczne
W budynku po raz pierwszy w Europie Środkowo-Wschodniej zastosowano system DALI sterujący indywidualnie każdą z 36 000 żarówek oraz 4 000 żaluzji w obiekcie. Ma to na celu dostosowywanie natężenia światła do warunków panujących na zewnątrz. 100% energii elektrycznej wykorzystywanej w budynku pochodzi z energii wiatrowej. Dzięki ścisłej współpracy z najemcami w zakresie ekologii, ponad 70% odpadów wytworzonych w budynku jest segregowanych, a program oszczędności wody zredukował jej użycie o 30%. Budynek posiada parking na 100 rowerów, a z wszystkich osób tam pracujących 63% dociera do pracy komunikacją publiczną. Oprócz certyfikatu LEED Gold posiada także nadawany przez Komisję Europejską certyfikat Green Building.

## Nagrody i wyróżnienia
- 2013 – CEE Quality Awards w kategorii „Budynek Dekady”
- 2012 – CEE Real Estate Quality Awards w kategorii „Real Green – Budynek Roku”
- 2011 – Certyfikat LEED Gold
- 2010 – Eurobuild CEE Award dla Najlepszego Biurowca w Polsce
- 2009 – Certyfikat EU Green Building nadawany przez Komisję Europejską
- 2009 – zwycięstwo w rankingu TVN Warszawa na najlepszą iluminację fasady
- 2007 – DALI Award dla najlepszego systemu oświetleniowego
- 2006 – CEE Quality Awards w kategorii „Budynek Roku 2006” oraz „Development of the Year 2006”
- 2006 – Central Eastern Europe Property Awards w kategorii „Najlepszy Budynek Biurowy”

## Pozostałe informacje
- Od 2011 w biurowcu odbywają się warszawskie zawody w biegach po schodach, organizowane pod nazwą Bieg na Szczyt[10].